# Crepidium clemensii
Crepidium clemensii là một loài thực vật có hoa trong họ Lan. Loài này được (J.J.Sm.) Marg. mô tả khoa học đầu tiên năm 2002.